# Lac du Grand St-Bernard
Der Lac du Grand St-Bernard, italienisch Lago del Gran San Bernardo, lateinisch Lacus Penus, ist ein Bergsee in den Walliser Alpen auf einer Höhe von 2446 m ü. M., westlich der Passhöhe des Großen St. Bernhard. 

## Lage
Der See liegt im Grenzgebiet zwischen der Schweiz und Italien. Der grösste Teil liegt in der Schweizer Gemeinde Bourg-Saint-Pierre im Val d’Entremont im Kanton Wallis, der kleinere Teil liegt in der italienischen Gemeinde Saint-Rhémy-en-Bosses im Aostatal. Der Abfluss erfolgt auf italienischer Seite in den Torrente del Gran San Bernardo, der über den Torrente Artanavaz und den Buthier in die Dora Baltea mündet. Am Nordufer des Sees verläuft die Hauptstrasse 21, die über den Grossen St. Bernhard führt. Am östlichen Ende des Sees befindet sich das Hospiz auf dem Grossen St. Bernhard.